# Terapia larval

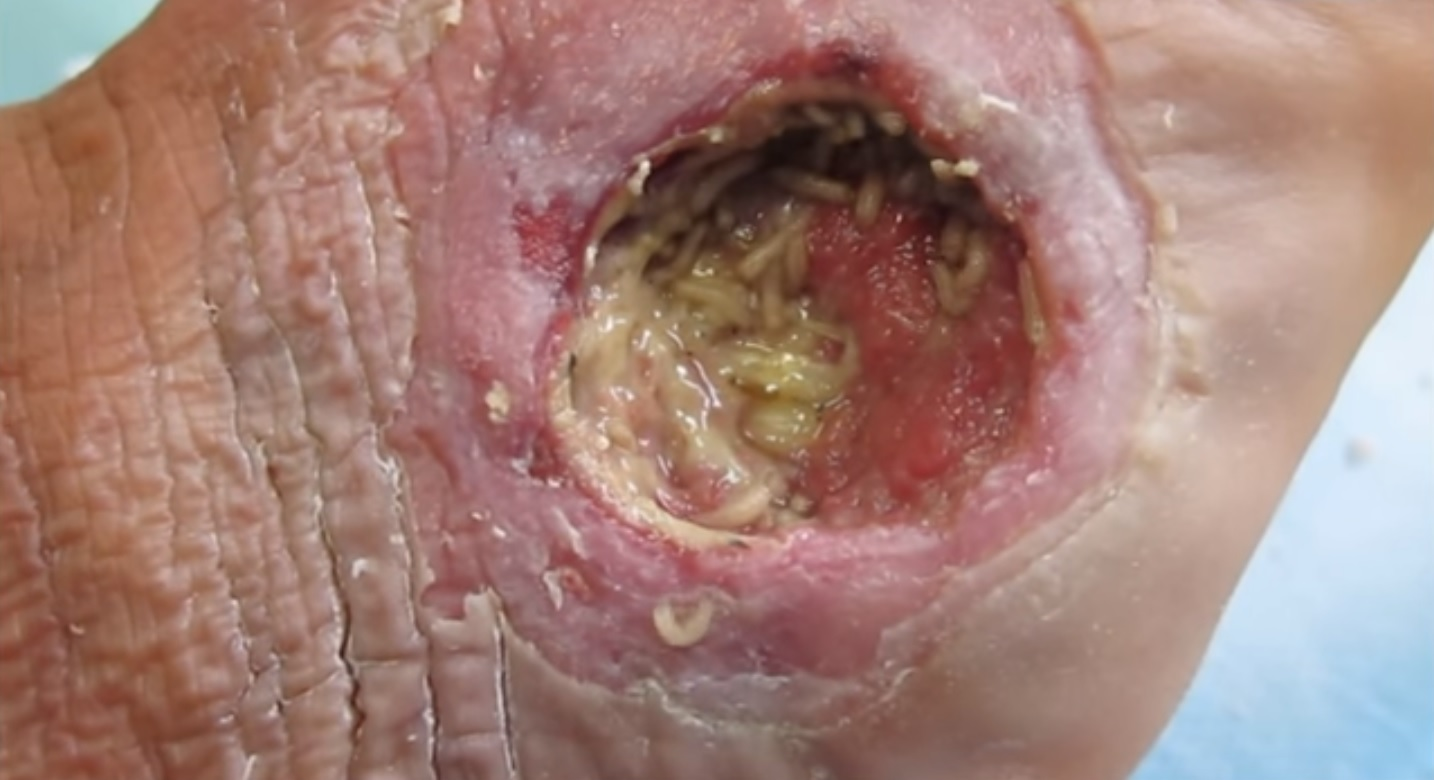
Larvas sendo utilizadas no tratamento de um pé diabético.

Terapia larval,  Terapia de debridamento larval (TDL) ou ainda biodesbridamento por terapia larval é uma forma de desbridamento biocirúrgico que consiste na aplicação de larvas de moscas como a Lucilia sericata ou Phaenicia sericata sobre feridas para que removam o tecido necrosado.

## Usos
O uso de larvas para tratamento medico remonta a Antiguidade, nos últimos três seculos foi usado pontualmente por diversos grupos, principalmente militares
Desde então tem sido usada com sucesso no tratamento de úlceras crônicas, como nas pernas.
Há evidências de benefícios no tratamento de úlceras de pé diabéticos.
Em 2004, o FDA liberou o uso de larvas como um dispositivo médico nos Estados Unidos (510(k) #33391) No mesmo ano em fevereiro, o National Health Service permitiu aos médicos a prescrição do uso da terapia larval.
Exemplos de indicações:
- Feridas que não cicatrizam
- Úlceras de pressão
- Úlceras de estase venosa
- Feridas traumáticas que não cicatrizam
- Câncer de mama fungoso[11]